# Urszula Chowaniec
Urszula Chowaniec, także Ulla Chowaniec (ur. 17 maja 1976 w Oświęcimiu) – polska literaturoznawczyni, krytyczka literacka, profesor nauk humanistycznych.

## Życiorys
Dzieciństwo i młodość spędziła w Oświęcimiu, gdzie ukończyła Liceum Ogólnokształcące im. Stanisława Konarskiego, zostając najlepszą absolwentką 1995 roku. W 2000 roku zdobyła tytuł magistra filologii polskiej na Uniwersytecie Jagiellońskim w Krakowie. 

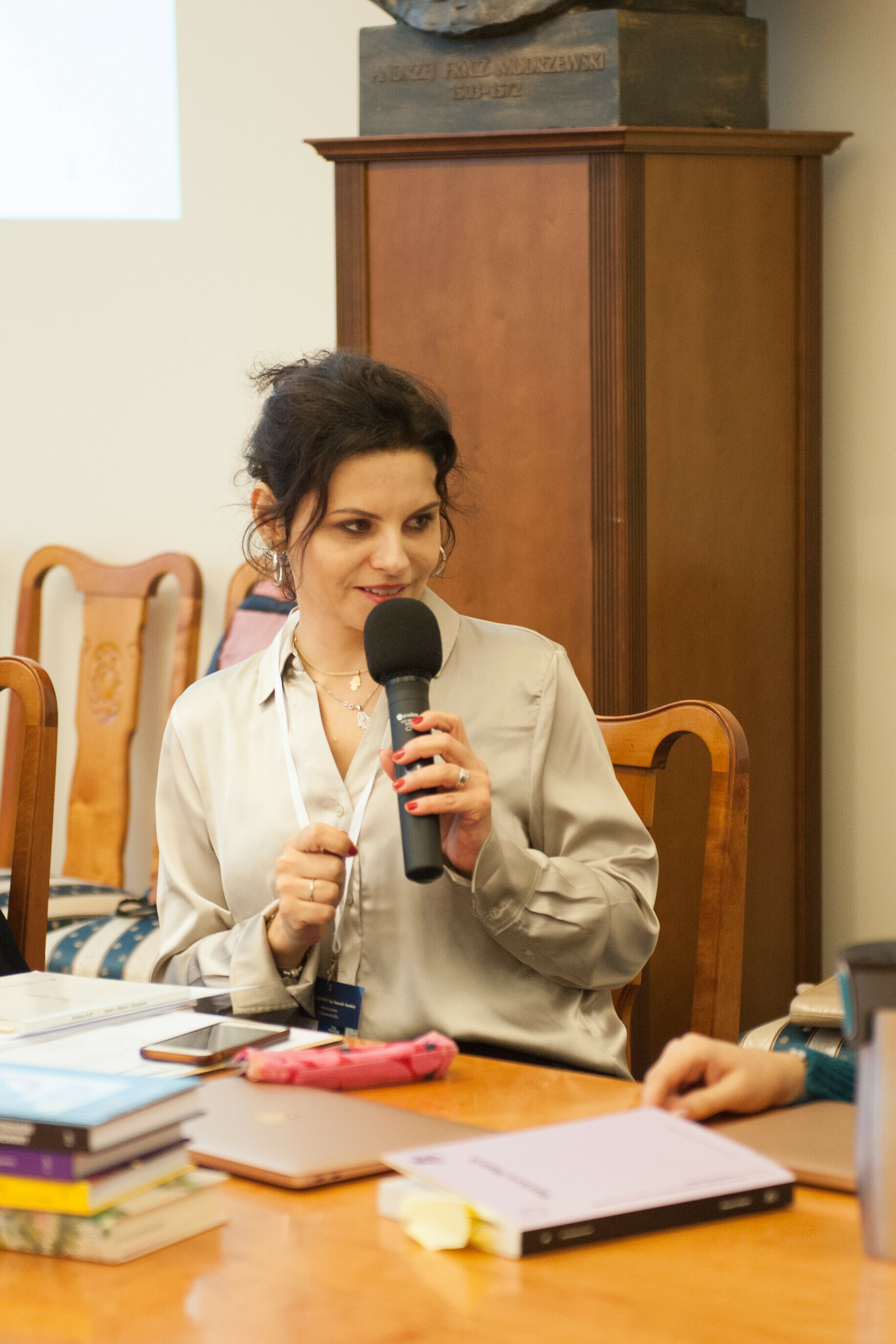
Urszula Chowaniec, konferencja w Krakowie poświęcona Oldze Tokarczuk, 2022

Na tej samej uczelni studiowała filozofię oraz dziennikarstwo. Doktorat o emancypacyjnej twórczości żydowskiej pisarki i feministki, Ireny Krzywickiej pisała pod opieką prof. Stanisława Jaworskiego. Od 2000 roku na stałe mieszka poza granicą Polski, ucząc polskiej literatury, literatury kobiecej oraz języka polskiego w różnych ośrodkach naukowych. W 2017 roku uzyskała stopień doktora habilitowanego na Wydziale Polonistyki UJ. Od 2018 roku mieszka w Sztokholmie, gdzie uczy w Paidea – Europejskim Instytucie Studiów Żydowskich w Szwecji oraz na Uniwersytecie w Lund. Ma troje dzieci: Aleksandra, Hanę i Maxa.

## Praca naukowa
Po obronie doktoratu, pracując jednocześnie na University College London, wyjechała do Finlandii, gdzie pracowała na Uniwersytecie w Tampere. Od roku 2007 związana z Akademią im. Andrzeja Frycza Modrzewskiego, gdzie prowadzi zajęcia z zakresu teorii kultury i literatury oraz historii literatury, kultury języka polskiego.
W latach 2011–2018 pracowała na Wydziale Slawistyki Studiów Wschodnioeuropejskich w Uniwersyteckim Kolegium w Londynie. Od 2020 wykłada w Sztokholmie z zakresu literatury żydowskich kobiet w Europejskim Instytucie Badań Żydowskich Paideia. Dodatkowo pełni funkcję profesora w Krakowskiej Akademii im. Andrzeja Frycza-Modrzewskiego oraz jest wykładowczynią na Uniwersytecie w Lund. Posiada również tytuł Honorowego Badacza Naukowego na Wydziale Slawistyki i Studiów Wschodnioeuropejskich w Uniwersyteckim Kolegium w Londonie.
W ramach swoich działań naukowych nagrywa z Katarzyną Tubylewicz podcasty literackie SNACK: Sztokholmskie Pogawędki”, organizuje wydarzenia naukowe i artystyczne.
Była kuratorką wystaw i festiwali, m.in. One Hundred Years, so What? – wystawy poświęconej stuleciu emancypacji kobiet w Polsce organizowanej przez galerię Centrala w Birmingham.
Obecnie pracuje nad monografią o poezji Ireny Klepfisz Jej najnowsze badania skupiają się na historii Żydów oraz tożsamości żydowskiej w literaturze kobiecej.

## Publikacje
- Women’s Voices and Feminism in Polish Cultural History , Newcastle: Cambridge Scholars Publishing, 2012. (współred. U. Phillips).
- Mapping Experience in Polish and Russian Women’s Writing , Newcastle: Cambridge Scholars Publishing, 2010.
- Masquerade and femininity: essays on Russian and Polish women writers, Newcastle: Cambridge Scholars Publishing, 2008. (współred. U. Phillips, M. Rytkönen).
- Towards a Fast Food Reality: The 1990s and the Transformation in Polish Literature , w: Perestroika: Process and Consequences, red. Kangaspuro, J. Nikula, I. Stodolsky, Helsinki: Finnish Literature Society, 2010.

### Książki
- W poszukiwaniu Kobiety: O wczesnych powieściach Ireny Krzywickiej , WUJ 2007[9].
- Melancholic Migrating Bodies in Contemporary Polish Women’s Writing, Cambridge Scholar Publishing ', 2015[10].